# Graǵanski Skopje
Graǵanski Skopje (maced. Фудбалски клуб Граѓански Скопје) – północnomacedoński klub piłkarski, mający siedzibę w stolicy kraju Skopje.

## Historia
Chronologia nazw:
- 1922: FK Graǵanski Skopje (mac. ФК Граѓански Скопје)
- 1941: FK Makedonija Skopje (mac. ФК Македонија Скопје)
- 1947: klub rozwiązano

Klub Piłkarski Graǵanski Skopje został założony w 1922 roku. Najpierw zespół występował w rozgrywkach Podokręgu Belgrad, a w 1928 startował w pierwszych rozgrywkach Podokręgu Skopje. Klub jest najbardziej utytułowaną i jedyną drużyną piłkarską z obecnego terytorium Republiki Macedonii, który uczestniczył w pierwszej jugosłowiańskiej lidze w okresie od 1923 do 1941. W sezonie 1935/36 przegrał w ćwierćfinale mistrzostw Jugosławii ze Slaviją Sarajewo, w sezonie 1938/39 zajął dziesiąte miejsce wśród dwunastu zespołów, w sezonie 1939/40 był piątym wśród dziesięciu, a w sezonie 1940/41 uplasował się na ósmym miejscu w dziesiątce.
Na początku II wojny światowej większość regionu ówczesnej Wardarskiej Banowiny zajęły wojska bułgarskie. Większość graczy Graǵanskiego, podobnie jak ich trener Illes Spitz, dołączyli do klubu Makedonija Skopje, nowo utworzonego klubu władz bułgarskich, poprzez połączenie 10 sierpnia 1941 kilku wcześniej istniejących klubów w Skopju: Graǵanski, SSK Skopje, ŻSK Skopje, Pobeda Skopje i Jug Skopje. W latach 1941–1944 klub rywalizował w Mistrzostwach Bułgarii, najwyższym osiągnięciem było zajęcie drugiego miejsca w 1942, przegrywając w finale z Lewskim.
Po zakończeniu II wojny światowej klub pod nazwą Makedonija Skopje startował w rozgrywkach Macedońskiej republikańskiej ligi. W 1947 roku odbyła się fuzja z Pobeda Skopje, w wyniku czego powstał Wardar Skopje.

## Sukcesy

### Trofea krajowe
| \| \| Zdobyte trofea w rozgrywkach Macedonii Północnej (stan na: 31-05-2017) \| |                                                                        |      |                              |
| Rozgrywki                                                                       | Osiągnięcie                                                            | Razy | Sezon(y)                     |
| Mistrzostwo                                                                     | I miejsce                                                              | 5    | 1936, 1938, 1939, 1945, 1947 |
| Mistrzostwo                                                                     | II miejsce                                                             | 0    |                              |
| Mistrzostwo                                                                     | III miejsce                                                            | 0    |                              |
| Puchar                                                                          | zdobywca                                                               | 0    |                              |
| Puchar                                                                          | finalista                                                              | 0    |                              |
| Macedonia Północna                                                              | Zdobyte trofea w rozgrywkach Macedonii Północnej (stan na: 31-05-2017) |      |                              |

## Stadion
Klub rozgrywał swoje mecze domowe na stadionie w Skopju.